# Cynometra schottiana
Cynometra schottiana är en ärtväxtart som beskrevs av Bénédict Pierre Georges Hochreutiner. Cynometra schottiana ingår i släktet Cynometra, och familjen ärtväxter. Inga underarter finns listade i Catalogue of Life.